# Anartia fatima
La mariposa pavo real con bandas blancas (Anartia fatima) es una mariposa de la familia Nymphalidae. Se encuentra comúnmente en el sur de Texas, México y América Central, pero se estudia principalmente en Costa Rica. Esta mariposa prefiere climas subtropicales y áreas en las que hay mucha humedad, como cerca de los ríos. Pasa gran parte de su tiempo en áreas de segundo crecimiento, lo que significa áreas de bosques que han vuelto a crecer después de la cosecha.
El cuidado parental en esta especie es inexistente. Los huevos se ponen en hojas bajas de plantas huésped y brácteas de flores. Una sola hembra pone varios cientos en el lapso de unos pocos días, y solo un pequeño porcentaje de los huevos sobrevive hasta la edad adulta. Los huevos tardan cinco días en eclosionar y las larvas completan seis estadios antes de la pupación. Una vez completada la pupación, los adultos emergen y vuelan en 1 a 2 horas.
Esta mariposa no tiene coloración protectora y no es tóxica para los depredadores. Es víctima de la depredación por muchas especies de aves, lagartos, ranas y artrópodos. Sin embargo, esta mariposa es tan omnipresente que las pérdidas por depredación no causan el peligro de la especie.

## Rango geográfico
Aunque Anartia fatima se ha registrado una vez tan al norte como Kansas, su rango generalmente comienza en el sur de Texas y continúa hacia el sur a través de México y toda América Central y Panamá. Es bastante ubicuo en toda su área de distribución. Después de este punto, ya no se encuentra A. fatima y prevalece una especie estrechamente relacionada: Anartia amathea.

## Hábitat
Esta mariposa prefiere pasar su tiempo en áreas abiertas subtropicales y lugares previamente perturbados, como áreas de segundo crecimiento, desde el nivel del mar hasta los 1500 m s. n. m. Sus plantas hospederas preferidas son herbáceas y se limitan principalmente a las especies de una sola familia, Acanthaceae. Algunos ejemplos comunes de sus plantas hospederas son Blechum, Justicia, Dicliptera y Ruellia. El pavo real anillado se encuentra en grandes extensiones de bosque en pequeñas poblaciones a lo largo de las orillas de los ríos. Esto sugiere que los individuos se dispersan a través de largas distancias.

## Área vital y territorialidad
Anartia fatima es una especie diurna, lo que significa que está activa durante el día. Desde el final de la mañana hasta el comienzo de la tarde, los machos se posan en la vegetación baja y persiguen a otras mariposas machos lejos de su territorio. Los machos vuelan en un patrón de zigzag lento entre 30 y 60 cm (centímetros) sobre el suelo para patrullar el área alrededor de su territorio y buscar hembras. En este territorio, el macho buscará parejas y recibirá la mayoría de sus requerimientos nutricionales de las flores.

## Recursos alimenticios

### Oruga
En el sur de Texas, existe una preferencia por la planta huésped, Ruellia, pero al continuar hacia el sur con cualquier otra Acanthaceae es suficiente.

### Adulto
Los adultos se alimentan de néctar de flores de acanto (Acanthus) y otros néctares de flores. Los machos surgen antes que las hembras para comenzar su búsqueda de comida y prepararse en su búsqueda de compañeras. Las hembras no se aventuran hasta que haya más luz solar.

#### Polinización
En el proceso de alimentarse del néctar de flores de Acanthus y otras plantas, las mariposas desempeñarían un papel en la polinización de estas plantas al recoger y depositar el polen a medida que avanzaban de flor en flor.

## Cuidado parental

### Oviposición
Los huevos individuales se depositan en las superficies de las hojas o entre las brácteas de las flores en las plantas huésped, como Blechum. Se ha observado que las hembras ovipositan en las superficies de las hojas de Hydrocotyle y Spermacoce assurgens de bajo crecimiento que crecen cerca de pequeñas matas de Blechum. Las oviposiciones duraron de 5 a 10 segundos cada una. Cada vez que una hembra aterrizaba en una planta huésped, rápidamente ovipositaba y despegaba, y luego aterrizaba nuevamente en la siguiente planta que encontraba. Las hembras tienen una alta fecundidad y pueden poner varios cientos de huevos en el transcurso de unos días.

## Comportamiento social
Los grupos de adultos buscan refugio, alimentación y apareamiento dentro de las mismas áreas. Sin embargo, no se observan formas de agrupación social. Estas mariposas exhiben un comportamiento de reposo en la parte inferior de las hojas al final de la tarde. Esto se hace al revés mientras se cierran las alas. Se cree que el propósito de este comportamiento es permanecer oculto de los depredadores.

## Ciclo de vida

### Huevo
Los huevos esféricos tienen aproximadamente 1 mm (milímetro) de diámetro. Descansan durante aproximadamente 5 días antes de salir del cascarón.

### Larva
Las larvas pasan por 6 estadios, cada uno de las cuales dura diferentes períodos de tiempo y causa diferentes cambios en la fisiología. Los estadios duran aproximadamente 3.25, 3.06, 2.81, 3.13, 3.31 y 6.88 días respectivamente.

### Pupa
Después de que se completen estos estadios, las larvas que se acercan a la pupación deambulan durante aproximadamente un día y luego preparan una plataforma de pupación de seda a varios centímetros del suelo en una hoja o ramita. El estadio pupal dura entre 6 y 8 días, después de lo cual el organismo entra a la fase de mariposa adulta.

### Adulto
Las mariposas adultas emergen por la mañana y están listas para volar en una o dos horas. El color de la superficie dorsal de las alas es marrón oscuro con cuatro o cinco puntos rojos de diferentes tamaños ubicados en la porción basal del ala posterior. El polimorfismo se puede ver en los adultos, ya que unos tienen bandas blancas y otros tienen bandas amarillas. Ambos morfos tienen una banda mediana que atraviesa tanto el ala delantera como la trasera con siete pequeños puntos cerca del ápice y el área posterior a la mediana del ala anterior.

## Migración
Los adultos Anartia fatima tienen una vida útil relativamente corta, y realizan vuelos de norte a sur de Texas en todo momento del año. Sin embargo, hay algunos años en que las colonias no hacen el viaje hacia el norte. Al comienzo de la estación seca, se observó que esta especie exhibía una migración hacia el sureste a lo largo de la costa del Pacífico desde Guanacaste a Monteverde, Costa Rica.

## Enemigos
Anartia fatima a menudo es objeto de depredación por pájaros, lagartos, ranas, arañas y otros insectos. Esta mariposa a menudo se encuentra con marcas de pico de pájaro o boca de lagarto, como resultado de encuentros cercanos con sus depredadores.

## Coloración protectora y comportamiento
Dentro del grupo de los lepidópteros, Anartia fatima es una de las especies más apetecibles para los depredadores y a menudo se usa como alimento de control en experimentos que estudian la coloración y la mímica de advertencia. Aunque las rayas verticales son generalmente un signo de especies químicamente protegidas, la pavo real con banda no parece obtener ninguna protección de su coloración rayada.

## Genética de patrones de color
Esta especie tiene dos formas o morfos (son polimórficas), una con bandas blancas y otra con bandas amarillas. Ambos morfos tienen una banda mediana que atraviesa tanto el ala delantera como la trasera con siete pequeños puntos cerca del ápice y el área posterior a la mediana del ala anterior. No hay distinción entre machos y hembras, si bien las hembras tienden a tener elementos de patrón de bordes más difusos. La base genética del polimorfismo es aún desconocida; sin embargo, los estudios han demostrado una diferencia en la selección de pareja en las diferentes estaciones. En la estación seca, se demostró que las hembras con bandas blancas atraían a los machos blancos y amarillos aproximadamente el doble de veces que las hembras con bandas amarillas atraían a estos machos. En la estación húmeda, la selección de apareamiento volvió a proporciones 1: 1.

## Apareamiento
Cuando un macho, en el curso de su actividad de vuelo ve una mariposa pavo real con bandas femeninas, inmediatamente se acerca a ella. Si la mariposa hembra vuela, el macho la persigue por cierta distancia. Si la hembra no vuela hacia arriba, el macho vuela muy cerca de la hembra y agita sus alas sobre ella durante unos treinta segundos. Esto se conoce como el comportamiento de aproximación del macho. Si la hembra es virgen, cierra sus alas sobre su tórax y expone su abdomen en preparación para un acercamiento lateral del macho. Luego, el macho posiciona su abdomen para la cópula curvándolo alrededor de su cabeza y luego camina hacia la hembra en orientación paralela para iniciar la cópula.

## Competencia interespecífica
La mariposa pavo real anillada compite directamente por el néctar de las flores con otras especies de mariposas y con los colibríes. Se observa que los colibríes son territoriales sobre su área de alimentación, y ahuyentan y persiguen a intrusos, como la mariposa de pavo real anillada. Como resultado, la mariposa pavo real anillada está en competencia directa con los colibríes, y esta es una relación en la que la mariposa solo puede evadir y no puede defenderse para continuar alimentándose en el área.

## Conservación
Esta mariposa es bastante ubicua en las regiones en las que habita. Sufre pocas consecuencias de la depredación y los factores humanos. Sus patrones migratorios no están amenazados por ninguna causa.